# Onex
Onex ist eine politische Gemeinde des Kantons Genf in der Schweiz. Die Einwohner werden Onésiens genannt.

## Geographie
Onex liegt südlich der Rhone und nördlich der Aire, etwa 5 km südwestlich des Zentrums von Genf. Die Nachbargemeinden sind südlich Plan-les-Ouates, westlich Confignon und Bernex, nördlich Vernier und südöstlich Lancy. Onex ist durch die Tramlinie Nr. 14 und mehrere Buslinien an das öffentliche Verkehrsnetz von Genf angeschlossen.

## Bevölkerung
| Bevölkerungsentwicklung | Bevölkerungsentwicklung | Bevölkerungsentwicklung | Bevölkerungsentwicklung | Bevölkerungsentwicklung | Bevölkerungsentwicklung | Bevölkerungsentwicklung | Bevölkerungsentwicklung | Bevölkerungsentwicklung | Bevölkerungsentwicklung | Bevölkerungsentwicklung | Bevölkerungsentwicklung | Bevölkerungsentwicklung |
| ----------------------- | ----------------------- | ----------------------- | ----------------------- | ----------------------- | ----------------------- | ----------------------- | ----------------------- | ----------------------- | ----------------------- | ----------------------- | ----------------------- | ----------------------- |
| Jahr                    | 1860                    | 1900                    | 1950                    | 1960                    | 1970                    | 2000                    | 2010                    | 2012                    | 2014                    | 2015                    | 2016                    | 2017                    |
| Einwohner               | 261                     | 279                     | 958                     | 2128                    | 13'524                  | 16'419                  | 17'642                  | 17'851                  | 18'305                  | 18'635                  | 18'825                  | 18'869                  |

Die Stadt zählt 18'886 Einwohner, davon sind 36 % Ausländer.
Zwischen 1900 und 2010 ist die Bevölkerung von Onex um mehr als das 60fache gestiegen, das heisst von 279 (auf dem 40. Rang von 45 Genfer Gemeinden) auf 17'642 Einwohner (sechstgrösste Gemeinde von Genf). Rund 80 % der Einwohner sind französischer Muttersprache, danach folgen 4,7 % italienischer Muttersprache.

## Politik

### Legislative – Gemeinderat
- Grüne: 5
- SP: 10
- Mitte: 5
- FDP: 6
- MCG: 5

Die gesetzgeberische Gewalt wird durch den Munizipalrat (Conseil municipal) wahrgenommen. Er zählt 31 Sitze und wird alle fünf Jahre direkt vom Volk im Proporzwahlverfahren mit einer 7-Prozent-Hürde gewählt. Der Munizipalrat bestimmt das Stadtbudget und stimmt über Vorlagen der Stadtregierung (Conseil administratif) ab. Ausserdem kann er selber Vorstösse lancieren. Die rechts stehende Grafik zeigt die Sitzverteilung nach den letzten Gemeindewahlen vom März 2025.

## Städtepartnerschaften
Onex pflegt Partnerschaften mit
- Bandol im Département Var (Frankreich)
- Liestal, Hauptort des Schweizer Kantons Basel-Landschaft
- Massagno bei Lugano im Schweizer Kanton Tessin
- Nettuno im Latium in Italien
- Wehr in Baden-Württemberg in Deutschland

## Sehenswürdigkeiten
- Salle Communale d’Onex

## Persönlichkeiten
- Giorgio Cimasoni (* 1933 in Bellinzona; † 28. Februar 2008 in Onex), Professor für orale Physiopathologie und Parodontologie an der medizinischen Fakultät in Genf, Schriftsteller[6]